# Göran Englund
Göran Englund, född 2 januari 1929 i Halmstads församling, Hallands län, död 26 januari 2006 i Simrishamns församling, Skåne län, var en svensk professor i juridik (skatterätt) vid Lunds universitet och framträdande gestalt inom Nysvenska rörelsen. Englund disputerade 1961 för juris doktorsgrad och var professor i Lund från 1974.

## Biografi
Englunds politiska liv inleddes inom Nysvenska rörelsen, för vars räkning han 1965 reste till Västtyskland på en föredragsturné. Under 1970-talet bidrog han bland annat till den antikommunistiska tidskriften Operation Sverige. För en bredare publik blev Englunds namn känt i samband med att Sjöbo kommun folkomröstade om flyktingmottagande 1988. Tillsammans med John Wilthorn författade han inför omröstningen en pamflett med titeln Sjöbo – ett demokratiskt föredöme, vilken spreds av Sjöbocentern. Englunds samröre med de lokala centerpartisterna, under ledning av Sven-Olle Olsson, ledde sedermera till de sistnämnda uteslöts ur sitt moderparti och så småningom bildade Sjöbopartiet. Tillsammans med Wilthorn författade Englund även skriften Svensk flyktingpolitik – en kritisk betraktelse, som gav stöd åt Framstegspartiet och Sverigedemokraterna. De sistnämnda marknadsförde också skriften i medlemstidningen SD-Bulletinen.
2003 uppmärksammades återigen Englund i bland annat Aftonbladet i och med att han året dessförinnan skrivit förordet till Lars Adelskoghs förintelseförnekande bok En tom säck kan inte stå. Englund uttryckte senare i tidningen Lundagård åsikten att "förintelsen i gaskamrarna till stor del är en myt".